# Floriano Peixoto
Floriano Vieira Peixoto (Vila de Ipioca, hoy Distrito de Floriano Peixoto, Alagoas, 30 de abril de 1839-Barra Mansa, Río de Janeiro, 29 de junio de 1895) fue un militar y político brasileño. Primer vicepresidente de Brasil, ocupó la Presidencia de la República en 1891. Gobernó desde el 23 de noviembre de 1891 hasta el 15 de noviembre de 1894, de acuerdo a la Constitución Federal de 1891.

## Biografía
De familia humilde, fue criado por su tío y padrino, el coronel José Vieira de Araújo Peixoto. El joven Floriano Peixoto estudió en una escuela primaria en Maceió, Alagoas, y a los 16 años fue a Río de Janeiro para continuar estudios en el Colegio São Pedro de Alcântara. Ingresó a la Escuela Militar en 1861, con 22 años, para seguir los pasos de su padrino. En 1863 ascendió al grado de teniente primero, siguiendo su carrera militar. Floriano estudió además Ciencias Físicas y Matemáticas. Ocupó puestos inferiores en el ejército hasta la Guerra del Paraguay, cuando llegó al puesto de teniente coronel.

## Trayectoria política
Ingresó en la política como presidente de la provincia de Mato Grosso, y pasó algunos años como general ayudante del ejército. En 1889 asumió la vicepresidencia de Deodoro da Fonseca, y dos años después vendría a ejercer la Jefatura del Estado bajo el título de "Vicepresidente de la República de los Estados Unidos del Brasil", luego de la renuncia del mariscal Deodoro da Fonseca.
En efecto, de acuerdo a la Constitución de 1891, ante la vacancia de la Presidencia antes de los 2 años del período presidencial, debía efectuarse una nueva elección. Sin embargo, Peixoto, quien asumió el poder tras la renuncia de Fonseca antes de transcurrido un año del mandato, sostuvo que conforme a las disposiciones transitorias constitucionales dichas normas sobre una nueva elección no le eran aplicables, por lo cual se desempeñó en el poder ejecutivo como "Vice-Presidente de la República" hasta el término del período en 1894.
El apodo de "mariscal de hierro" era debido a su actuación enérgica y dictatorial, pues actuó con determinación al sofocar las sucesivas rebeliones que marcaron los primeros años de la república de Brasil. Entre estas, la Revuelta de la Armada en la ciudad de Río de Janeiro, liderada por el almirante Saldanha da Gama, y la Revolución Federalista en Río Grande del Sur, que tuvieron apoyo extranjero. Después de la victoria de Floriano sobre esa segunda revuelta, el nombre de la ciudad de Nossa Senhora de Desterro, en Santa Catarina, fue cambiado a Florianópolis ("la ciudad de Floriano").
Floriano Peixoto entregó el poder el 15 de noviembre de 1894 a Prudente de Morais, muriendo un año después, en su hacienda.

## Legado
El culto a su personalidad – llamado florianismo – fue el precursor de los demás cultos a personalidades de la política de Brasil (como ejemplos, el getulismo, el janismo, el brizolismo, etc) según la tradición de reunir corrientes políticas más en torno a personas que a ideas.